# درام‌لاین (فیلم)
درام‌لاین (به انگلیسی: Drumline) فیلمی محصول سال ۲۰۰۲ و به کارگردانی چارلز استون سوم است. در این فیلم بازیگرانی همچون نیک کانن، زوئی سالدانا، اورلاندو جونز، لئونارد رابرتس و آفیمو آملامی ایفای نقش کرده‌اند.